# 周思茂
周 思茂（しゅう しぼう、生年不詳 - 688年）は、唐の文人。本貫は貝州漳南県。

## 経歴
弟の周思鈞とともに早くから知名を知られた。右史から太子舎人に転じた。麟台少監・崇文館学士に累進した。武則天は周思茂とともに元万頃・范履冰・苗神客・胡楚賓らを召し出し、『列女伝』・『臣軌』・『百寮新戒』・『楽書』などを編纂させた。思茂らは「北門学士」と呼ばれて武則天に重用された。668年（垂拱4年）、酷吏による弾劾を受け、獄中で死去した。

## 伝記資料
- 『旧唐書』巻190 列伝第140中 文苑中
- 『新唐書』巻201 列伝第126 文芸上